# Ракушка (Приморский край)
Раку́шка — посёлок в Ольгинском районе Приморского края Российской Федерации. Входит в состав Веселояровского сельского поселения.

## География
Расположен на берегу бухты Северной залива Владимира Японского моря.

## История
В 1951—1971 годах в посёлке базировалась 126-я бригада подводных лодок.
С 1971 года в посёлке размещалась 29-я дивизия подводных лодок, входившая в 6-ю эскадру ПЛ и имевшая на вооружении подводные лодки проекта 629 с баллистическими ракетами. К 1978 году дивизия была перевооружена атомными подводными лодками проекта 675 с крылатыми ракетами и переподчинена формирующейся 4-й ФлПЛ Тихоокеанского флота. Также находилась войсковая часть 20582 (хранилище ядерных боеприпасов), подчинявшаяся 6-му Управлению ВМФ СССР, выдававшая подводным лодкам и кораблям флота ядерные боеприпасы. Под землей и в сопках сохранились остатки сооружений в/ч 20582.
В начале 1980-х в составе дивизии была в/ч 92455 ДВМС, где 3 роты осуществляли строительство капитальных объектов (котельные, дома офицеров, казармы и школы). Вторая рота дислоцировалась в Тимофеевке. Сейчас — небольшой посёлок с несколькими жилыми пятиэтажками и несколькими заброшенными. Пирсы работают, сейчас там несколько рыбодобывающих предприятий.

## Население
| 2002 | 2008 | 2010 |
| ---- | ---- | ---- |
| 653  | ↗676 | ↘589 |

## Улицы
| - ул. Адмирала Федюковского, - ул. Корабельная, - ул. Морская, - ул. Подводников, | - ул. Садовая, - ул. Школьная, - ул. Энергетиков. |

## Галерея

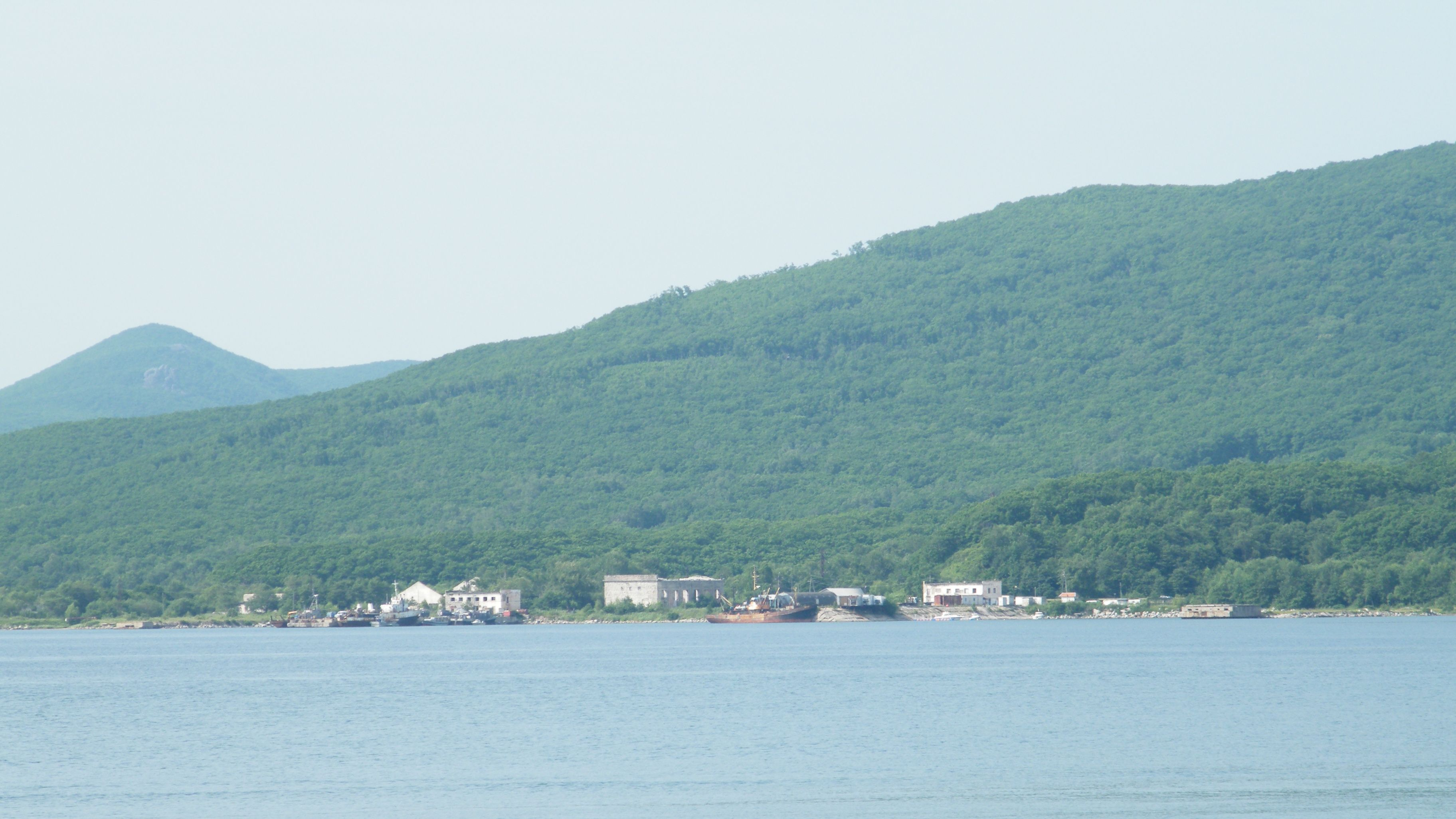
Причалы у пос. Ракушка
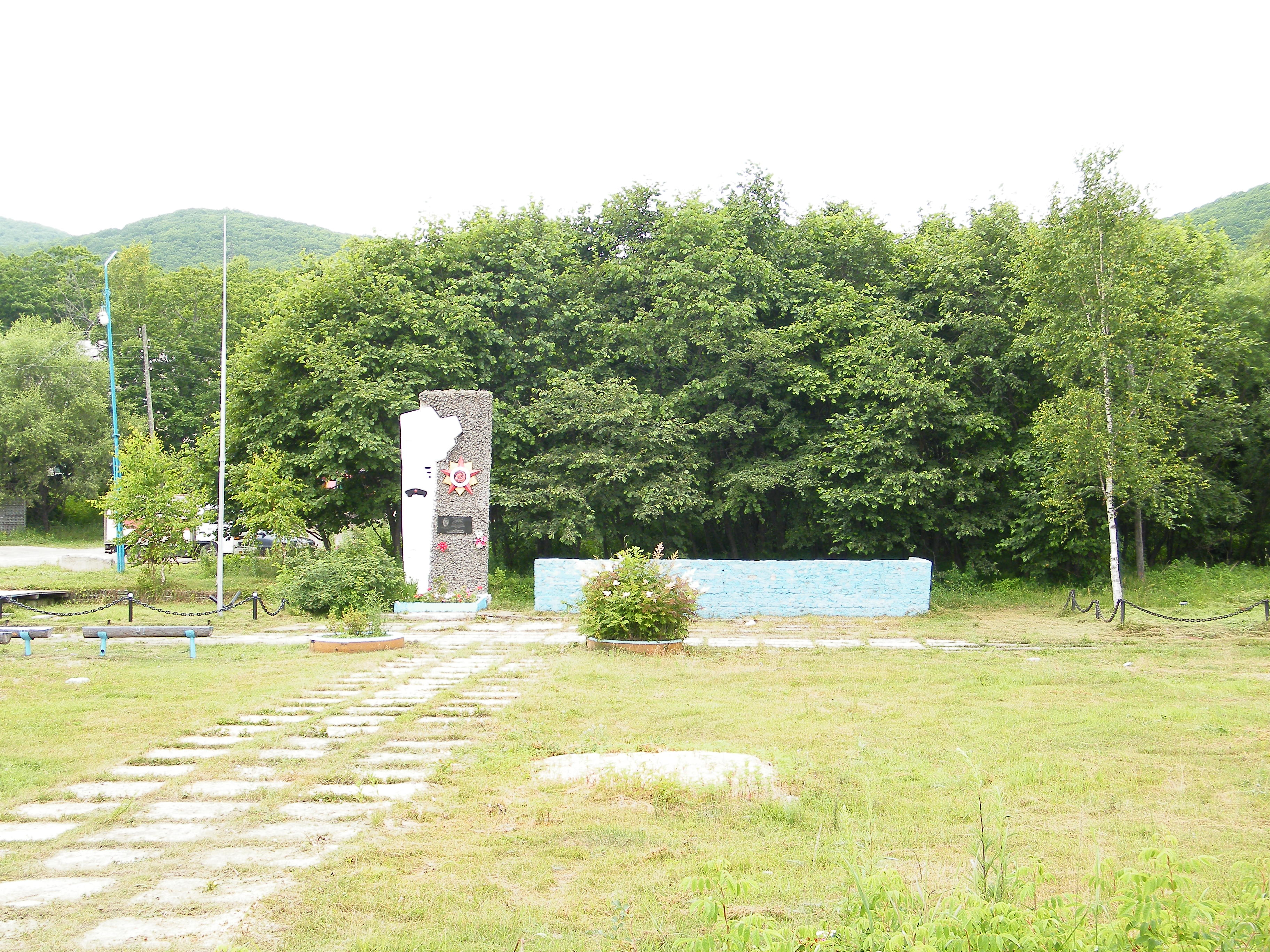
Памятник Морякам-подводникам с мемориальной доской А. В. Трипольскому
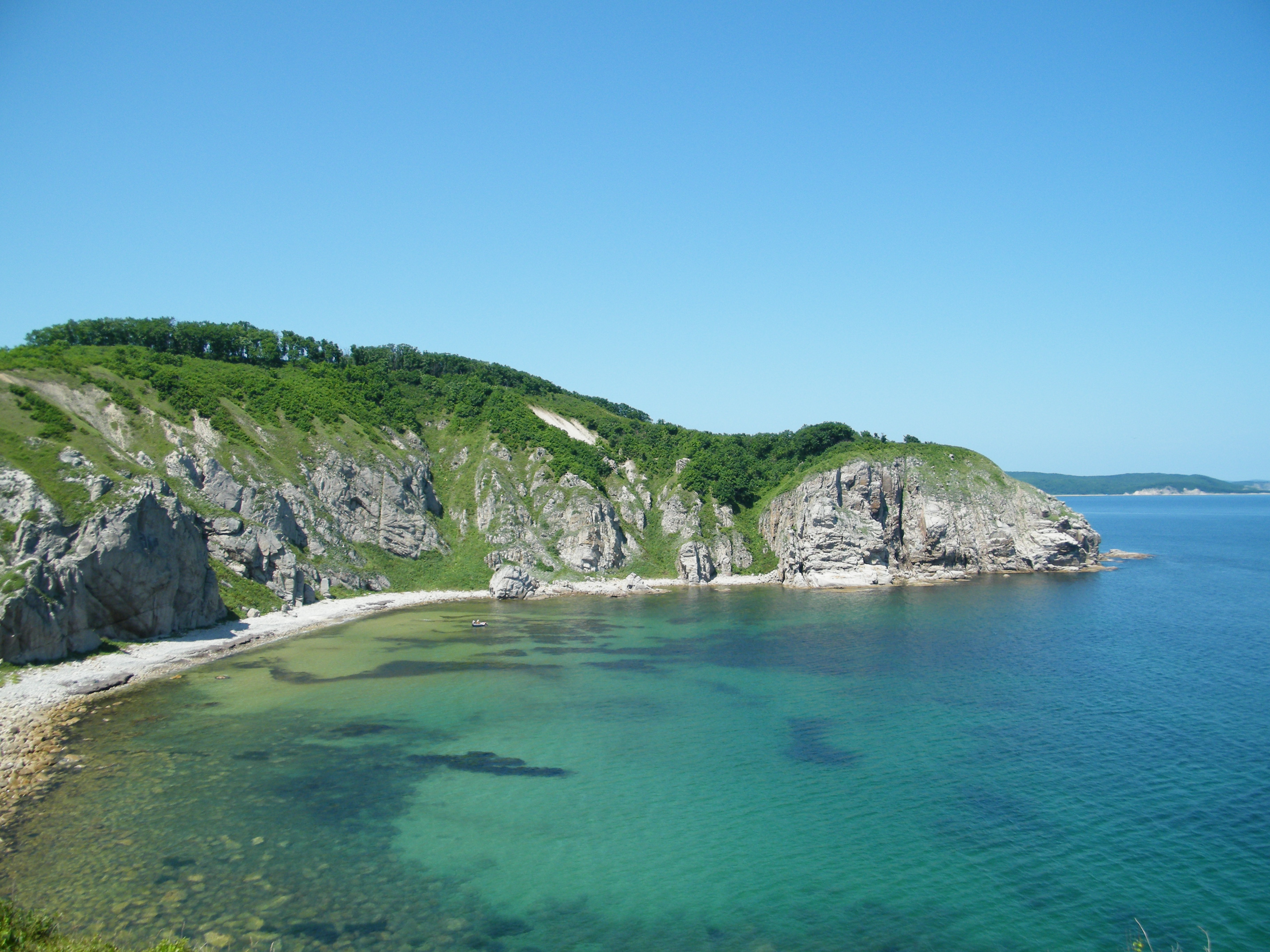
Бухта залива Владимира, южнее пос. Ракушка